# モデル 雅子 を追う旅
『モデル 雅子 を追う旅』（モデル まさこ をおうたび）は、2019年7月26日から8月1日までUPLINK吉祥寺にて1週間限定公開後に全国順次公開された日本のドキュメンタリー映画である。2015年1月29日に希少がんにより50歳で逝去したモデルであり女優の雅子の半生を、生前の雅子と交流があった著名人のインタビュー映像を交えた形で描かれる。なお、映画のメインビジュアルには20年以上前に写真家の安珠が撮影した新人時代の雅子の写真が起用されている。監督・プロデューサーを務めたのは雅子の夫であり映画プロデューサーの大岡大介。
キャッチコピーは『花のように、生きたひと。心に香りを、残したままで』。

## 概要
妻であった雅子の死後、夫婦生活を送りながらもモデルや女優としての雅子を全く知らないことに気づかされた夫の大岡は雅子の半生を綴った映画を残そうと決意し、遺された雑誌や映像をくまなく調べ上げて、生前の雅子と交流のあった著名人にインタビューを行った。その中で大岡はモデルや女優としてだけでなく、普段からも雅子が常に「身の丈の美しさ」を大切にしてきたことを理解する。映画ではプロフェッショナルとして生涯貫いてきた姿勢や1人の女性としての素顔を浮き彫りにしていく。

## 出演

### 出演
- 雅子

### インタビュー出演（登場順）
- 遠藤真理（チェロ奏者）[3]
- 安珠（写真家）[4]
- 富川淳子（跡見学園女子大学 現代文化表現学科 教授・編集者）[5]
- 今井恵
- 佐藤史子
- 田村翔子（モデル・女優）[6]
- 藤井かほり（女優・モデル）[7]
- 樋上公実子（画家・イラストレーター）[8]
- 畠中鈴子（芸能事務所「ユマニテ」代表）[9]
- 吉田佳代
- 髙嶋政宏（俳優）[10]
- 神林茂典（俳優・モデル）[11]
- 柴岡秀和（写真家）[12]
- 中田秀夫（映画監督）
- 高橋ヒデキ（写真家）[13]
- 吉川陽子（ヘアアンドメイクアップアーティスト）[14]
- 油川ヨウコ（ヘアアンドメイクアップアーティスト）[15]
- 栗坂直子（バレエ講師）[16]
- 矢田部吉彦（映画祭プログラミングディレクター）[17]
- 片江香菜子
- 田中正子
- 石井たまよ（モデル）[18]
- 三好和美
- 竹中直人（俳優・映画監督）[10]
- 石田博雄（昭和大学医学部内科学講座腫瘍内科学部門 講師）[19]
- 井下香苗（ファッション雑誌「InRed」編集長）
- 岡本敬子（服飾ディレクター）[20]
- 安田晴美
- 一戸みずの
- 小暮美奈子（スタイリスト）[21]
- 高野緑
- 荒井博子
- 中村のん
- 伊久美亜紀（株式会社 ベネッセコーポレーション たまひよ・サンキュ! 総編集長）[22]
- 永塚克美（写真家）[23]
- 櫻井尚子
- 木村東吉（ファッションモデル・エッセイスト）[24]

## スタッフ
- 監督・プロデューサー・撮影 - 大岡大介
- 撮影 - 内田英恵、鈴木勉
- 配給・宣伝 - フリーストーン
- 企画・製作 - スゴロクスタジオ